# 重松潔
重松 潔（しげまつ きよし、1893年（明治26年）7月14日 - 1944年（昭和19年）7月26日）は、大日本帝国陸軍軍人。最終階級は陸軍中将。

## 経歴
1885年（明治18年）に愛媛県で生まれた。陸軍士官学校第26期卒業。1938年（昭和13年）に陸軍歩兵大佐に進級し、関東軍第2下士官候補者隊長に就任。1939年（昭和14年）に歩兵第234連隊長に転じ、日中戦争に出動。宜昌作戦、予南作戦などで戦果を収めた。1941年（昭和16年）に第7師団司令部附となり、北海道帝国大学配属となる。
1943年（昭和18年）に陸軍少将に進級し、第11歩兵団長に就任。1944年（昭和19年）5月27日に独立混成第48旅団長に転じ、グアム島に出征。7月の米軍上陸に善戦敢闘したが、7月26日に玉砕。同年9月30日、陸軍中将に進級。

## 栄典
勲章
- 1944年（昭和19年）3月7日  - 勲二等瑞宝章[4]